# Sigurður Pálsson
Pour les articles homonymes, voir Pálsson.
Œuvres principales
Ljóð vega salt (1975)
Sigurður Pálsson, né le 30 juillet 1948 à Skinnastadur et mort le 19 septembre 2017 à Reykjavik, est un poète, écrivain et traducteur islandais.

## Biographie
Sigurður Pálsson naît en 1948 à Skinnastadur (en) en Islande. Il passe son enfance dans l'extrême nord-est du pays. Il obtient son baccalauréat à Reykjavik, puis il vient en France où il suit des études universitaires : il passe un DEA à l'Institut d'études théâtrales de l'université Paris III et étudie le cinéma au Conservatoire libre du cinéma français,. En 1968, il est en France au moment du mouvement de mai 1968, qui influence son parcours intellectuel et poétique. 
Dans les années 1970, Sigurður Pálsson fait partie d'un groupe de jeunes poètes islandais, les Artistes littéraires notoires, qui ont en commun de vouloir renouveler la langue littéraire islandaise en y faisant coexister des emprunts à l'argot et des influences plus traditionnelles ; le groupe compte également des poètes comme Steinunn Sigurðardóttir, Pétur Gunnarsson et Þórarinn Eldjárn. En 1975, il publie le recueil Ljóð vega salt qui met des éléments autobiographiques au service d'un questionnement sur la nature de la vie contemporaine. Il travaille également dans l'audiovisuel (cinéma et télévision), au théâtre, et en tant qu'enseignant à l'université. 
Entre les années 1980 et les années 2000, il publie des recueils de poèmes, quelques romans, une dizaine de pièces de théâtre, et plus d'une vingtaine de traductions, la plupart d'auteurs français. En 2000, sa pièce Quelqu'un à la porte est montée au Théâtre de la ville de Reykjavik. En 2002, sa comédie dramatique Tattu (Tattoo) est créée au Conservatoire d'art dramatique d'Islande à Reykjavik, dans une mise en scène de Runar Gudbrandsson.

## Œuvre
Sigurður Pálsson a publié de nombreux recueils de poèmes, plusieurs romans, une dizaine de pièces de théâtre et des mémoires. 
- 1975 : Ljóð vega salt
- 1980 : Ljód vega menn (Reykjavik, éditions Mál og menning)
- 1982 : Ljód vega gerd (Reykjavik, éditions Idunn)
- 1990 : Ljód námu völd (Reykjavik, éditions Forlagið)
- 1993 : Ljód línu (Reykjavik, éditions Forlagið)
- 1995 : Ljóðlínuskip (Reykjavik, éditions Forlagið)
- 1996 : Ljód vega safn (Reykjavik, éditions Mál og menning)
- 1997 : Ljóðlínuspil (Reykjavik, éditions Forlagið)
- 1998 : Parísarhjól (Reykjavik, éditions Forlagið)
- 2000 : Quelqu'un à la porte, pièce de théâtre.
- 2002 : Næturstaður (Reykjavik, éditions JPV)
- 2002 : Tattu (Tattoo), comédie dramatique en 12 tableaux.
- 2007 : Minnisbók (Reykjavik, éditions JPV)
- 2009 : Ljóðorkuþörf (Reykjavik, éditions JPV)
- 2016 : Ljóð muna rödd (Reykjavik, éditions JPV)

La plupart de ses recueils de poèmes ne sont pas encore traduits en France, mais un choix de ses poèmes a été traduit par Régis Boyer aux éditions La Différence en 1993 et d'autres ont été réunis par André Velter dans l'anthologie Il pleut des étoiles dans notre lit. Cinq poètes du Grand Nord chez Gallimard en 2012. 
Deux de ses pièces de théâtre ont été traduites en français : Quelqu'un à la porte par Catherine Eyjolfsson, et Tattoo par Raka Asgeirsdottir et Nabil El Azan, à l'initiative de la Maison Antoine Vitez, Centre international de la Traduction théâtrale ; mais elles ne sont disponibles que sous forme de tapuscrits à la Maison Antoine Vitez.
En tant que traducteur, Sigurður Pálsson a réalisé une vingtaine de traductions du français vers l'islandais, dont des livres de Camus, Genet, Éluard, Prévert et Deforges ; il a également traduit deux pièces de théâtre d'Arthur Miller.

## Distinctions
Sigurður Pálsson a reçu le Prix littéraire de la Radio islandaise en 1999 et le Prix des libraires pour la poésie en 2001. En 1990, en France, il a été nommé Chevalier de l'ordre des Arts et des Lettres par Jack Lang, alors ministre de la Culture, puis Chevalier de l'ordre national du Mérite en 2007 par le président de la République.